# 2011年NBA停摆
由于劳资纠纷，2011-12 NBA赛季2011年12月26日才正式开始，此前共停摆161天。这是NBA历史上第四次停摆。部分球员加入了中国男子篮球职业联赛等其他联赛。